# 台东镇玉皇庙
36°04′54″N 120°20′39.5″E / 36.08167°N 120.344306°E

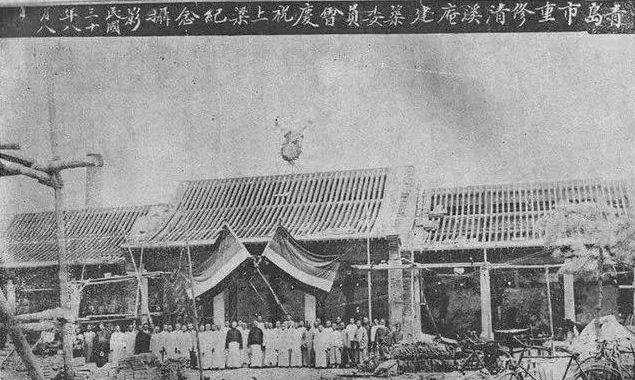
1941年重修清溪庵上梁纪念

台东镇玉皇庙，又称下村庙、清溪庵、台东大庙，是中国山东省青岛市市北区的一座道教寺庙，原址在台东道口路、姜沟路路口西侧，可能是青岛市中心范围内已知最早的宗教建筑，现已不存。

## 历史沿革
关于玉皇庙的初建时间，有说法称可追溯到元朝末年，但关于该庙的可考史料最早可上溯至明代，属道教全真华山派。德租时期的地图能看到该庙的存在，一般以德文标为（庙宇）。1941年庙宇重建。1952年“扫除封建迷信”的运动中庙宇的宗教活动停止，神像被毁。文革时大殿、山门等部分被拆毁，仅剩东西两组厢房。庙址先后成为台东半导体零件厂厂房、台东区文化馆、台东区少年宫的活动场地。90年代台东区撤销，庙址改为市北区文化馆和市北区少年宫。2005年6月仅剩的两组厢房连同附近建筑一并被拆除。
2008年3月29日，道口路9号工地（玉皇庙原址）上发现了两块功德碑，长2.4米，宽0.98米，一块碑上刻有“万善同归”字样，另一块刻有“百世流芳”，同时刻有赵琪所撰碑文“重修清溪庵碑记”，年代均为1941年。

## 结构
该庙坐北朝南，东邻杨家村，南临清溪河，故有“清溪庵”之名。庙门内为青龙白虎殿，庙内与传统庙宇结构相同，为四合院式天井，正殿供奉玉皇大帝，西殿供奉太上老君，东殿供奉关帝圣君。

## 玉皇庙萝卜会
每年农历正月初九为玉帝生日，玉皇庙庙会三天。庙会正值立春，民间有吃萝卜之习俗，称为“咬春”，故庙会上买卖萝卜者甚多，久而久之，玉皇庙庙会便有“萝卜会”之称。每值庙会，玉皇庙内香火旺盛，周边辽宁路、威海路、台东一路、桑梓路人头攒动，甚是热闹。五十年代后庙会停止。1991年市政府为招商引资、搞活经济，恢复萝卜会，并将其与元宵山会合并，每年无固定举办场所，但自2010年起萝卜会回到玉皇庙附近的昌乐路（即“青岛文化街”）举办。

## 关于清溪河
清溪河又名小清河、清水河、溪水河，因流经杨家村，德租时期地图统一标为（杨家村河），后来因干流中下游与昌乐路平行，又被称为“昌乐河”。该水体自太平山北麓发源，河道走向大致为今聚仙路、桑梓路、道口路、昌乐路。由于城市化进程，该河径流量大幅减小，干支流大部分也已被填埋或人工改为地下径流。该河原本在今昌乐路、大港纬五路路口附近汇入胶州湾，由于上世纪末大港填海造陆，改为在大港港区内汇入海泊河。原入海口以下河段现为地表径流。